# Anna Coutsoudis
Anna Coutsoudis (sinh ngày 21 tháng 9 năm 1952) là một nhà khoa học y tế công cộng và học giả người Nam Phi, người đã tiến hành các nghiên cứu về HIV và dinh dưỡng, chuyên về những ích lợi của việc nuôi con bằng sữa mẹ. Là một thành viên được bầu cử của Viện Khoa học Nam Phi, bà là nhà sáng lập và người đứng đầu của iThemba Lethu, một tổ chức dành cho trẻ em bị nhiễm HIV, tổ chức cung cấp một ngân hàng sữa mẹ dựa trên cộng đồng.

## Tiểu sử
Coutsoudis nhận được bằng cử nhân ngành khoa học từ Đại học Natal vào năm 1974, sau đó là một bằng Higher Diploma in Education vào năm 1975. Sau đó, trong khi vẫn đang nuôi sống gia đình, bà hoàn thành việc học của mình tại cùng một trường đại học, có được bằn Tiến sĩ từ Khoa Nhi và Sức khỏe Nhi với một luận án có tiêu đề Epidemiological and clinical studies of vitamin A in Black South African pre-school children.
Bà được vinh danh bằng một giải thưởng từ La Leche League International vào năm 2001 vì đã nhấn mạnh những lợi ích của việc nuôi con bằng sữa mẹ, trong khi đó vào năm 2004 công trình bao quát của bà về nghiên cứu dinh dưỡng được công nhận bởi Hiệp hội Dinh dưỡng Nam Phi.
Coutsoudis đã làm việc trong nhiều hội đồng khác nhau của Tổ chức Y tế Thế giới bao gồm Steering Committee of the Child and Adolescent Health Unit và các nhóm phát triển hướng dẫn về Bổ sung Vitamin A và HIV và Nuôi Trẻ sơ sinh. Bà đã cho xuất bản hơn 100 bài viết khoa học được bình duyệt.